# غسينا مازيبوكو
غسينا مازيبوكو هو لاعب كرة قدم إسواتيني، ولد في 1 مارس 1983 في إسواتيني. شارك مع منتخب إسواتيني لكرة القدم. أما مع النوادي، فقد لعب مع رويال ليوباردس.

## وصلات خارجية
- غسينا مازيبوكو على موقع قاعدة بيانات كرة القدم.إي يو (الإنجليزية)
- غسينا مازيبوكو على موقع ناشيونال فوتبول تيمز (الإنجليزية)